# Моховка 1-я
Моховка 1-я — река в России, протекает по Ленинск-Кузнецкому и Крапивинскому районам Кемеровской области.
Устье реки находится в 36 км по левому берегу реки Южная Уньга. Длина реки составляет 16 км.

## Данные водного реестра
По данным государственного водного реестра России относится к Верхнеобскому бассейновому округу, водохозяйственный участок реки — Томь от города Новокузнецк до города Кемерово, речной подбассейн реки — Томь. Речной бассейн реки — (Верхняя) Обь до впадения Иртыша.